# Francesco Cupani

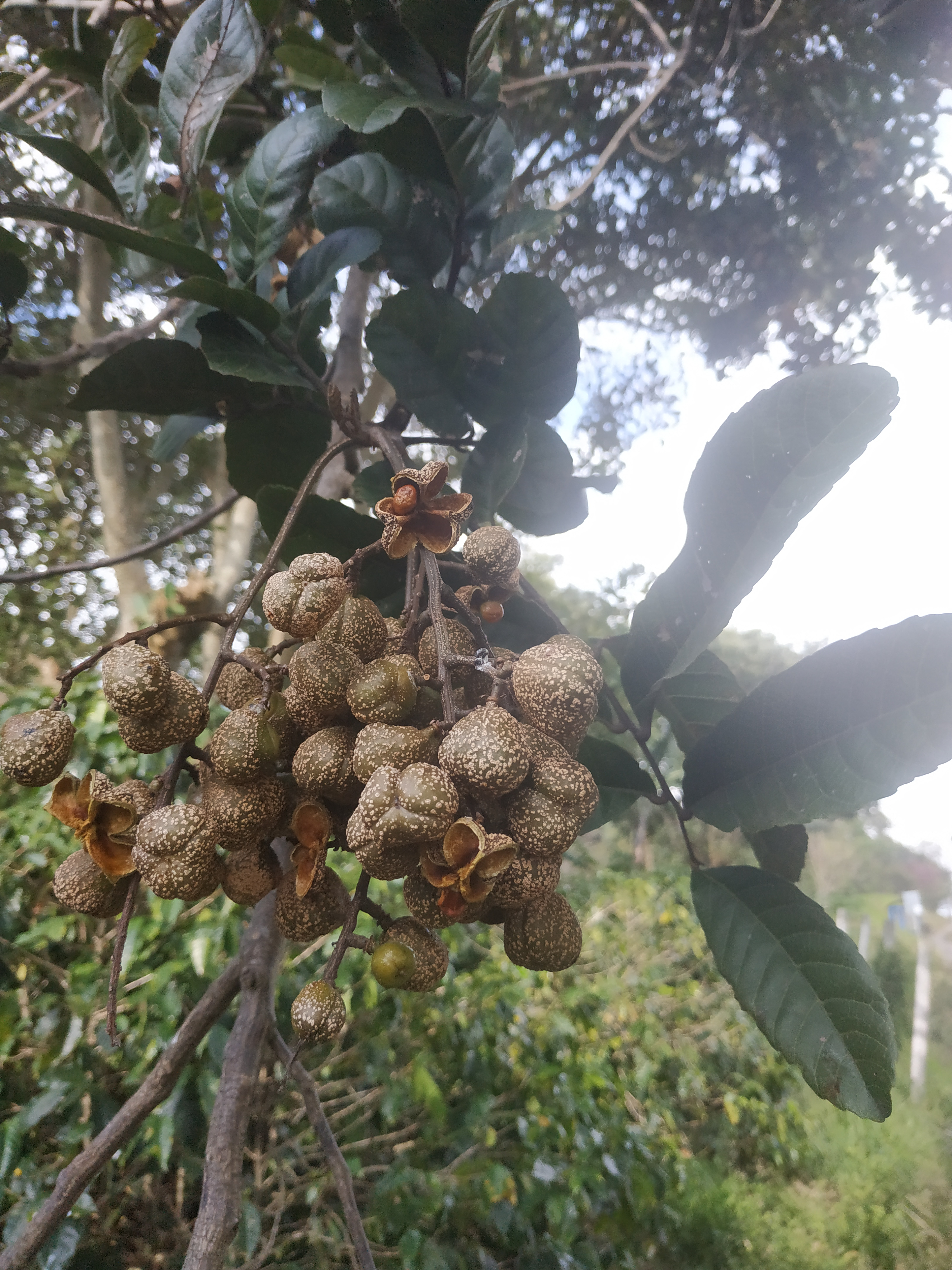
Fruit van een Cupania

Francesco Cupani (Mirto, 21 januari 1657 – Palermo, 19 januari 1710) was een franciscaan, medicus en het meest bekend als botanicus in het Spaanse koninkrijk Sicilië.
Na de oprichting van een botanische tuin door Pietro Castelli in Messina, was het Cupani die de tweede botanische tuin met internationale planten oprichtte in Sicilië. Cupani bouwde zijn botanische tuin uit in Misilmeri, een dorp nabij Palermo. Palermo volgde hem met een derde botanische tuin in de stad zelf.

## Levensloop
Cupani groeide op in Mirto, een dorp nabij Messina op Sicilië. Aan de universiteit van Messina studeerde hij af tot medicus. Vervolgens ging hij in het kloosterleven (1681). Cupani trad in bij de franciscanen in Palermo. Aan de universiteit van Palermo promoveerde hij tot doctor in de filosofie en tot magister in de theologie. De Orde der franciscanen stuurde hem naar kloosters om novicen te onderwijzen. Zo gaf hij filosofie in Verona en theologie in Palermo. 
Hij legde zich toe op de plantkunde, een discipline die hij tijdens zijn geneeskundestudies graag deed. Een cisterciënzer, Paolo Boccone, leidde hem op in de plantkunde. Boccone had een internationale reputatie in botanica opgebouwd als hofbotanicus van groothertog Ferdinando II de' Medici. Cupani startte met het uitschrijven van een classificatie van vruchtgevende planten. Tussen de beschrijvingen van fruitbomen was deze van de amandelboom het meest uitgebreid. Zijn wetenschappelijk onderzoek mondde uit in twee naslagwerken: Catalogus plantarum Sicularum noviter adinventarum (1692) en Syllabus plantarum Siciliae nuper detectarum (1694).
Zijn werk trok de aandacht van Giuseppe del Bosco, prins van Cattolica (1692). De prins financierde de aanleg van een botanische tuin in een van zijn fiefs: het dorp Misilmeri. Cupani verbreede zijn aandacht naar planten van buiten Sicilië. Hiertoe kon Cupani bogen op een netwerk van botanici in Europa. Hij schreef talrijke brieven. Voor de transportkosten van planten, alsook om nieuwe relaties te leggen, steunde Cupani op de prins van Cattolica. Zo correspondeerde hij in de Nederlanden met Caspar Commelin, in Frankrijk met Joseph Pitton de Tournefort en in Engeland met William Sherard. Ook fossielen, mineralen en vogelsoorten bestudeerde Cupani.
In 1696 publiceerde Cupani zijn magnum opus: de Hortus Catholicus, genoemd naar de tuin van de prins van Cattolica. Het bevat een uitgebreide oplijsting met beschrijvingen van alle planten uit deze tuin. Dit boek gaf hem Europese bekendheid.
Cupani overleed in 1710. Op zijn sterfbed gaf hij de opdracht om al zijn notities af te werken tot een boek en naar de drukker te brengen.
De botanische tuin verwilderde nadien. Interessante planten werden overgebracht naar de nieuwe botanische tuin van Palermo. Van Cupani's tuin, die zich in de kasteeltuin bevond, is niets overgebleven.

## Werken
- Catalogus plantarum Sicularum noviter adinventarum (Palermo, 1692). Dit is een werk waarin hij een classificatie voorstelde van planten op Sicilië.
- Syllabus plantarum Siciliae nuper detectarum (Palermo, 1694). Dit is een vervolgwerk.
- Hortus Catholicus (Napels, 1696). Inventaris van de gehele botanische tuin van de prins van Cattolica. Er waren twee supplementen: een in 1696 tezamen met het boek en een tweede supplement gedrukt in Palermo een jaar later.
- Postuum verscheen Pamphyton siculum (Palermo, 1713). Dit is een losse verzameling van prenten met planten, insecten en vogels. Cupani had nooit de idee om dit als boek te publiceren maar wel als illustratie te gebruiken bij een werk dat hij nooit afgewerkt heeft: een natuurhistorische overzicht van Sicilië.[5] Nota’s met teksten zijn bewaard in de Nationale Bibliotheek van Palermo.

## Planten naar hem genoemd
Het plantengeslacht Cupania in de Zeepboomfamilie draagt de naam van Cupani.
De volgende plantensoorten zijn naar hem genoemd:
- Colchicum cupanii uit de Herfsttijloosfamilie
- Genista cupanii uit de Vlinderbloemenfamilie, endemisch in Sicilië
- Melica cupanii, een van de Parelgrassen
- Plantago cupanii uit de Weegbreefamilie
- Scilla cupanii uit de Aspergefamilie
- Tragopogon cupanii uit de Composietenfamilie.